# Xã Kane, Quận Bottineau, Bắc Dakota
Xã Kane (tiếng Anh: Kane Township) là một xã thuộc quận Bottineau, tiểu bang Bắc Dakota, Hoa Kỳ. Năm 2010, dân số của xã này là 57 người.